# Sua County
Sua County är ett county i Amerikanska Samoa (USA).   Det ligger i distriktet Östra distriktet, i den västra delen av landet, 8 km öster om huvudstaden Pago Pago.